# کرکس نخل
کرکس نخل (نام علمی: Gypohierax angolensis) نام یک گونه از تیره عقابیان است.